# Thanom Kittikachorn
Thanom Kittikachorn (em tailandês:  ถนอม กิตติขจร) (Tak, 11 de agosto de 1911 – Bangkok, 16 de junho de 2004) foi um líder tailandês. Foi o 13.º Primeiro-ministro da Tailândia, ficando no cargo entre 1.º de janeiro de 1958 até 20 de outubro do mesmo ano. Retornou ao cargo como 15.º Primeiro-ministro, ficando no poder no período de 9 de dezembro de 1963 até 14 de outubro de 1973.

## Primeiro-ministro
O primeiro-ministro Thanom sucedeu seu predecessor um dia após a morte de Sarit Thanarat em 1963. Posteriormente, ele se nomeou comandante-em-chefe do exército. Um ano depois, ele se promoveu aos postos simultâneos de marechal de campo, almirante da frota e marechal da força aérea. Thanom continuou a política pró-americana e anticomunista de seu antecessor, que ajudou a garantir ajuda econômica e financeira maciça dos EUA durante a Guerra do Vietnã. Embora fosse pessoalmente popular, seu regime era conhecido pela corrupção maciça. Ele estabeleceu e liderou o Partido do Povo Tailandês Unido (Saha Prachathai) em outubro de 1968.
Thanom renomeou-se primeiro-ministro em fevereiro de 1969, após o término das eleições gerais. No ano seguinte, começaram as revoltas camponesas da década de 1970 na Tailândia. Então, em novembro de 1971, ele deu um golpe contra seu próprio governo, alegando a necessidade de suprimir a infiltração comunista. Ele dissolveu o parlamento e nomeou-se presidente do Conselho Executivo Nacional, e atuou como governo provisório por um ano. Em dezembro de 1972, ele se nomeou primeiro-ministro pela quarta vez, servindo também como ministro da Defesa e das Relações Exteriores. Thanom, seu filho coronel Narong e o sogro de Narong, general Praphas Charusathien, ficaram conhecidos como os "três tiranos".
O descontentamento público cresceu, junto com as demandas por uma eleição geral para escolher um novo parlamento. As demandas lideradas pelos estudantes por um retorno ao governo constitucional levaram a dias de violência seguidos pela queda repentina de seu governo. Thanom e os outros "tiranos" voaram para o exílio nos Estados Unidos e em Cingapura. A partida de Thanom foi seguida pela restauração do regime democrático na Tailândia.

## Após o massacre da Universidade Thammasat
Em outubro de 1976, Thanom voltou para a Tailândia nas vestes de um monge noviço, para ficar no Wat Bowonniwet de Bangkok. Mesmo anunciando que não tinha vontade de entrar na política, seu retorno desencadeou protestos estudantis, que acabaram chegando ao campus da Universidade Thammasat. Isso foi apenas um ano depois que o Vietnã do Sul e os vizinhos da Tailândia, Laos e Camboja, caíram nas mãos dos comunistas, e os tailandeses de direita suspeitavam que os manifestantes desejavam o mesmo destino para seu próprio país. Em 6 de outubro de 1976, militantes de direita, auxiliados pelas forças de segurança do governo, invadiram o campus de Thammasat, dispersaram violentamente os protestos e mataram muitos manifestantes. Naquela noite, os militares tomaram o poder do governo civil eleito do democrata MR Seni Pramoj e instalaram o monarquista linha-dura Thanin Kraivichien como primeiro-ministro.
Thanom logo deixou a condição de monge, mas manteve sua palavra de nunca mais participar da política. No final de sua vida, ele tentou reabilitar sua imagem manchada e recuperar propriedades apreendidas quando seu governo foi derrubado.
A controvérsia surgiu no início de 1999, quando se soube que Thanom foi nomeado oficial honorário da Guarda Real pelo primeiro-ministro Chuan Leekpai, conforme recomendado pelos militares. Thanom resolveu a questão por si mesmo, demitindo-se.

Thanom Kittikachorn morreu em 2004 aos 92 anos no Hospital Geral de Bangkok, após sofrer um derrame e um ataque cardíaco dois anos antes. As despesas médicas de sua família foram pagas pelo rei Bhumibol Adulyadej, que alguns viram como vingança por Thanom concordar com o pedido do rei de que ele deixasse o país para acabar com a violência em 1973. A cremação de Thanom foi realizada em 25 de fevereiro de 2007 em Wat Debsirin. A rainha Sirikit presidiu a cerimônia de cremação, acendendo a chama real em nome do rei Bhumibol. Sua filha mais nova, a princesa Chulabhorn, também estava presente. A esposa de Thanom morreu em 2012, aos 96 anos.